# Rajd Polski 1969

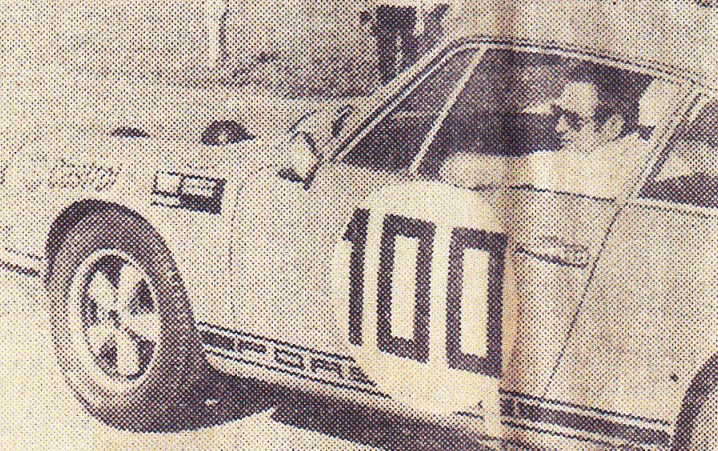
Zwycięzca Rajdu Polski - Sobiesław Zasada

Rajd Polski 1969 (XXIX Rajd Polski) – 29. edycja rajdu samochodowego Rajd Polski rozgrywanego w Polsce. Rozgrywany był od 16 do 20 lipca 1969 roku. Bazą rajdu był Kraków. Rajd był szóstą rundą Rajdowych Mistrzostw Europy w roku 1969 i trzecią rundą Rajdowych samochodowych mistrzostw Polski w roku 1969 oraz drugą rundą Rajdowego Pucharu Pokoju i Przyjaźni w roku 1969. Impreza był organizowana pod protektoratem Prezesa Rady Ministrów PRL - Józefa Cyrankiewicza. Trasa rajdu liczył około 2200 kilometrów, w skład jej wchodziło m.in. 16 odcinków specjalnych (OS), 3 próby szybkości płaskiej (Sp) i 3 próby szybkości górskiej (Sg).

## Wyniki końcowe rajdu
| Miejsce                      | Kierowca                     | Pilot                        | Samochód                     | Czas                         | Strata                       |
| Klasyfikacja generalna i ERC | Klasyfikacja generalna i ERC | Klasyfikacja generalna i ERC | Klasyfikacja generalna i ERC | Klasyfikacja generalna i ERC | Klasyfikacja generalna i ERC |
| ---------------------------- | ---------------------------- | ---------------------------- | ---------------------------- | ---------------------------- | ---------------------------- |
| 1                            | Sobiesław Zasada             | Ewa Zasada                   | Porsche 911 S                | 2:54:49                      | -                            |
| 2                            | Gilbert Staepelaere          | André Aerts                  | Ford Escort Twin Cam         | 2:58:37                      | +3:48                        |
| 3                            | Harry Källström              | Gunnar Häggbom               | Lancia Fulvia 1.3 Coupé HF   | 2:58:47                      | +3:58                        |
| 4                            | Ryszard Nowicki              | Marian Bień                  | Renault 8 Gordini            | 3:04:44                      | +9:55                        |
| 5                            | Walter Pöltinger             | Gosta Zwilling               | Porsche 911 T                | 3:05:42                      | +10:53                       |
| 6                            | Kurt Simonsen                | Staffan Elm                  | Opel Kadett Rallye           | 3:15:21                      | +20:32                       |
| 7                            | Alcide Paganelli             | Ninni Russo                  | Lancia Fulvia                | 3:16:33                      | +21:44                       |
| 8                            | Margeret Lowrey              | Pat Wright                   | Ford Escort Twin Cam         | 3:27:45                      | +32:56                       |
| 9                            | Kenneth Gram Nielsen         | Morgens Boesgaard            | Austin Cooper S              | 3:22:37                      | +27:48                       |
| 10                           | Manfred Gudladt              | Eberhard Kuhna               | Porsche 911 S                | 3:23:27                      | +28:38                       |
| 11                           | Andrzej Komorowski           | Longin Biela                 | Renault 8 Gordini            | 3:26:50                      | +32:01                       |
| 12                           | Błażej Krupa                 | Wiesław Mrówczyński          | Fiat 124 Sport               | 3:30:24                      | +35:35                       |
| 13                           | Gunther Graies               | Harald Wurfel                | Wartburg 353                 | 3:32:11                      | +37:22                       |
| 14                           | Peter Hommel                 | Gunter Bork                  | Wartburg 353                 | 3:32:56                      | +38:07                       |
| 15                           | Lelio Lattari                | Ryszard Wojtowicz            | Alfa Romeo                   | 3:33:57                      | +39:08                       |
| 16                           | Karlfrid Weigert             | Bernhard Malsch              | Wartburg 353                 | 3:38:03                      | +43:14                       |
| 17                           | Ryszard Żyszkowski           | Piotr Mystkowski             | Alfa Romeo Giulia 1600 TI    | 3:38:15                      | +43:26                       |
| 18                           | Gunnar Holm                  | Haino Ruutel                 | Moskwicz 412                 |                              |                              |
| 19                           | Nicolas Ward                 | Brian Langley                | Ford Escort Twin Cam         | 3:45:22                      | +50:33                       |
| 20                           | Adam Smorawiński             | Andrzej Zembrzuski           | BMW 1600 TI                  | 3:47:20                      | +52:31                       |
| 21                           | Henryk Krakowczyk            | Tadeusz Kudłaty              | Fiat 850 Coupé               | 3:49:14                      | +54:25                       |
| 22                           | Janusz Bronikowski           | Mieczysław Urtnowski         | NSU Prinz                    | 3:56:46                      | +1:01:57                     |
| 23                           | Kazimierz Jaromin            | Wojciech Schramm             | Zastava 750                  | 3:58:20                      | +1:03:31                     |
| Klasyfikacja RSMP            |                              |                              |                              |                              |                              |
| 1                            | Sobiesław Zasada             | Ewa Zasada                   | Porsche 911 S                | 2:54:49                      | -                            |
| 2                            | Ryszard Nowicki              | Marian Bień                  | Renault 8 Gordini            | 3:04:44                      | +9:55                        |
| 3                            | Andrzej Komorowski           | Longin Biela                 | Renault 8 Gordini            | 3:26:50                      | +32:01                       |
| 4                            | Błażej Krupa                 | Wiesław Mrówczyński          | Fiat 124 Sport               | 3:30:24                      | +35:35                       |
| 5                            | Lelio Lattari                | Ryszard Wojtowicz            | Alfa Romeo                   | 3:33:57                      | +39:08                       |
| 6                            | Ryszard Żyszkowski           | Piotr Mystkowski             | Alfa Romeo Giulia 1600 TI    | 3:38:15                      | +43:26                       |
| 7                            | Adam Smorawiński             | Andrzej Zembrzuski           | BMW 1600 TI                  | 3:47:20                      | +52:31                       |
| 8                            | Henryk Krakowczyk            | Tadeusz Kudłaty              | Fiat 850 Coupé               | 3:49:14                      | +54:25                       |
| 9                            | Janusz Bronikowski           | Mieczysław Urtnowski         | NSU Prinz                    | 3:56:46                      | +1:01:57                     |
| 10                           | Kazimierz Jaromin            | Wojciech Schramm             | Zastava 750                  | 3:58:20                      | +1:03:31                     |
| Klasyfikacja CoPaF           |                              |                              |                              |                              |                              |
| 1                            | Sobiesław Zasada             | Ewa Zasada                   | Porsche 911 S                | 2:54:49                      | 0:00                         |
| 2                            | Ryszard Nowicki              | Marian Bień                  | Renault 8 Gordini            | 3:04:44                      | +9:55                        |
| 3                            | Andrzej Komorowski           | Longin Biela                 | Renault 8 Gordini            | 3:26:50                      | +32:01                       |
| 4                            | Błażej Krupa                 | Wiesław Mrówczyński          | Fiat 124 Sport               | 3:30:24                      | +35:35                       |
| 5                            | Gunther Graies               | Harald Wurfel                | Wartburg 353                 | 3:32:11                      | +37:22                       |
| 6                            | Peter Hommel                 | Gunter Bork                  | Wartburg 353                 | 3:32:56                      | +38:07                       |
| 7                            | Lelio Lattari                | Ryszard Wojtowicz            | Alfa Romeo                   | 3:33:57                      | +39:08                       |
| 8                            | Karlfrid Weigert             | Bernhard Malsch              | Wartburg 353                 | 3:38:03                      | +43:14                       |
| 9                            | Ryszard Żyszkowski           | Piotr Mystkowski             | Alfa Romeo Giulia 1600 TI    | 3:38:15                      | +43:26                       |
| 10                           | Adam Smorawiński             | Andrzej Zembrzuski           | BMW 1600 TI                  | 3:47:20                      | +52:31                       |